# Melanchra pallens
Melanchra pallens là một loài bướm đêm trong họ Noctuidae.